# TRIM37
TRIM37‏ (Tripartite motif containing 37) هوَ بروتين يُشَفر بواسطة جين TRIM37 في الإنسان.